# Conus radiatus
Conus radiatus é uma espécie de gastrópode do gênero Conus, pertencente à família Conidae.

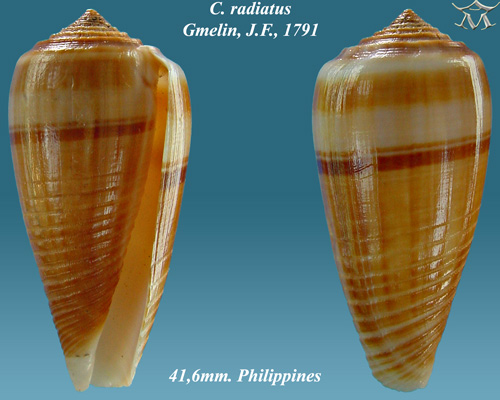
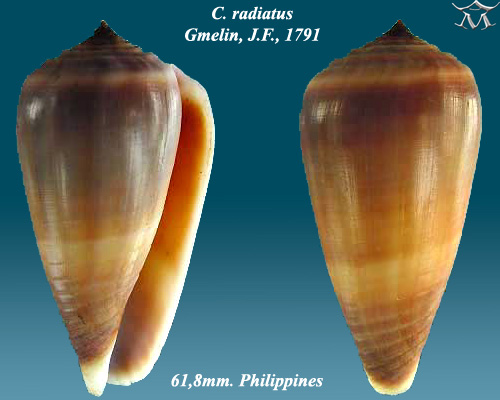